# Windeck (Eibingen)
Windeck  ist der Name einer Siedlung in der Gemarkung Eibingen, einem Stadtteil der Stadt Rüdesheim am Rhein. 

## Geographische Lage
Windeck liegt in 217 Meter Höhe in südexponierter Lage knapp nordöstlich der Abtei St. Hildegard oberhalb der Weinberge des Rüdesheimer Stadtteils Eibingen auf einer Bergnase des Rheingaugebirges, die nach Osten zu dem Waldtal des Blaubachs abfällt, dessen Tal sich wiederum nach Südosten in Richtung Geisenheim öffnet. Westlich von Windeck erhebt sich das waldfreie Ebental-Plateau. 
Knapp nördlich der Siedlung Windeck, an den Häusern In der Trift, verläuft der 50. Breitenkreis, bezogen auf das alte Potsdam Datum von 1904. 

## Geschichte
Die Siedlung Windeck entstand ab 1953 für Kleinsiedler mit maßgeblicher Unterstützung durch Klaus Dinse, den damaligen Bürgermeister von Rüdesheim und späteren Landrat des Rheingaukreises. Sie war bestimmt namentlich für Vertriebene und Flüchtlinge aus verschiedenen Weinbaugebieten in der Slowakei und aus Ungarn, aber auch aus dem Sudetenland, aus Böhmen und Mähren, aus Ostpreußen und dem rumänischen Siebenbürgen. Auf großzügig bemessenen Grundstücken war neben dem oft mit viel Eigenleistung erbauten Häuschen Platz für einen großen Garten und für etwas Vieh, zumindest ein paar Hühner. Straßennamen in Windeck erinnern an die Herkunft der Bewohner, wie Sudetenstraße, Limbacher Weg, Königsberger Straße oder Siebenbürgenstraße. Gleich die ersten Siedler riefen 1953 die seitdem jährlich gefeierte Pfingstkerb ins Leben. Sie ließen damit eine Tradition der aus Limbach (Slowakei) stammenden Familien wieder aufleben.

## Verkehr
Die Nothgottesstraße führt als Gemeindeverbindungsstraße von Eibingen steil ansteigend nach Windeck und von dort leicht fallend nach Nordwesten weiter zu dem nahe gelegenen Wallfahrtsort Nothgottes.